# HD 113766
HD 113766 là một hệ sao nhị phân nằm cách Trái đất 424 năm ánh sáng  theo hướng của chòm sao Bán Nhân Mã. Hệ sao này xấp xỉ 10 triệu năm tuổi và cả hai ngôi sao đều nặng hơn mặt trời của chúng ta một chút. Hai cái cách nhau một góc 1,3   vòng cung, ở khoảng cách của hệ thống này, tương ứng với sự phân tách dự kiến của ít nhất 170 AU.
Điều khiến HD 113766 trở nên đặc biệt là sự hiện diện của một vành đai bụi ấm (~ 440 K) lớn bao quanh ngôi sao HD 113766 A. Vành đai bụi này dày đặc, lớn hơn gấp 100 lần so với vành đai tiểu hành tinh của chúng ta, được cho là đang sụp đổ để tạo thành một hành tinh đá, khi nó hình thành sẽ nằm trong vùng sinh sống ở mặt đất của ngôi sao nơi nước lỏng có thể tồn tại trên bề mặt của nó. HD 113766 đại diện cho hệ thống được hiểu rõ nhất trong một lớp vật thể đang phát triển sẽ cung cấp nhiều manh mối hơn về cách các hành tinh đá như Trái đất hình thành.

## HD 113766 A

### Vành đai bồi
Vật liệu bụi trong hệ thống được phân tích vào năm 2007 bởi một nhóm do Tiến sĩ Carey Lisse, thuộc Phòng thí nghiệm Vật lý Ứng dụng của Đại học Johns Hopkins ở Laurel, MD, Hoa Kỳ. Các quan sát đã được thực hiện bằng cách sử dụng tia hồng ngoại quang phổ trên tàu Kính viễn vọng không gian Spitzer, và giải thích bằng cách sử dụng kết quả nhiệm vụ của NASA Deep Impact và Stardust. Phân tích thành phần nguyên tử và khoáng chất, nhiệt độ bụi và khối lượng bụi cho thấy một lượng lớn vật chất ấm tương tự như các tiểu hành tinh loại S giàu kim loại trong một vành đai hẹp ở 1,8 ± 0,2 AU từ 4,4  HD 113766 A. Nhóm đã tìm thấy ít nhất khối lượng bụi ấm áp của sao Hỏa trong các hạt có kích thước từ 10 m trở xuống, và rất có thể bằng một vài khối bụi Trái đất nếu có thêm sự đóng góp của vật chất trong cơ thể lên tới 1   km trong bán kính hiện được cho là các khối xây dựng cơ bản của sự hình thành hành tinh đá. So sánh với các lý thuyết hình thành hành tinh hiện tại cho thấy rằng đĩa đang ở giai đoạn đầu của sự hình thành hành tinh trên mặt đất (đá). Điều này cũng có thể được suy ra bởi sự hiện diện của kim loại trong vật liệu đá tạo thành đĩa. Nếu các hành tinh đã hình thành, các kim loại có mật độ cao sẽ chìm vào lõi của chúng trong giai đoạn nóng chảy của sự hình thành hành tinh; một quá trình được gọi là phân biệt hành tinh.

### Thắt lưng bồi
Trong khi không có khí nước được tìm thấy có liên quan đến vành đai bụi ấm, hai nồng độ vật liệu băng giá được tìm thấy trong hệ thống. Vành đai thứ nhất nằm trong khoảng từ 4 đến 9 AU và nằm ở vị trí tương đương với vành đai tiểu hành tinh của hệ mặt trời,mà trong khi vành đai thứ hai thậm chí còn nằm xa hơn giữa 30 và 80 AU, nơi Vành đai Kuiper của hệ mặt trời sẽ nằm. Vật liệu này có thể là nguồn nước trong tương lai cho hành tinh đá ở mức 1,8 AU nếu và khi nó hoàn thành sự hình thành của nó.
Cũng có thể có các hành tinh khí khổng lồ ở trong hệ thống này, đã được hình thành (trong 1-5 Myrs đầu tiên) trước kỷ nguyên hình thành hành tinh đá hiện nay. Mặc dù chưa được phát hiện cho đến nay, bằng cách tương tự với hệ mặt trời, có thể thấy sự hiện diện của chúng, vì bằng chứng về sự tương tự của vành đai tiểu hành tinh, vành đai Kuiper và các hành tinh trên mặt đất đã được tìm thấy.

## HD 113766 B
Hệ thống sao lần đầu tiên được xác định là có khả năng thú vị bởi Backman sử dụng các quan sát của Vệ tinh Thiên văn Hồng ngoại (IRAS) năm 1983. Các phép đo sau đó vào năm 2001 bởi một nhóm do Meyer  xác định rằng hệ thống thực sự là một hệ nhị phân gần, với ngôi sao thứ hai trong hệ thống, HD 113766 B, một cặp song sinh của HD 113766 A quay quanh khoảng 170 AU từ ngôi sao A nơi hành tinh trên mặt đất đang hình thành. Nằm ở khoảng cách hơn 4 lần khoảng cách của Sao Diêm Vương từ Mặt trời của chúng ta, HD 113766 B gần như không ảnh hưởng đến vật liệu quay gần với HD 113766 A.

## Hệ sao tương tự
Các hệ sao nhị phân khá phổ biến, thường xuyên được tìm thấy hơn là các hệ sao đơn như của chúng ta. Sự sắp xếp của HD 113766, một hệ sao nhị phân có đĩa hình thành xung quanh một ngôi sao, có phần giống với một nửa của hệ thống HD 98800, được báo cáo là có khối lượng bụi ấm lớn với khoảng cách tương đương của vành đai tiểu hành tinh của hệ mặt trời. Hiện tại vẫn chưa biết tại sao cả hai hệ thống sao này nên có cấu hình như vậy; tức là một đĩa tiền điện tử xung quanh một phần của hệ thống trong khi các ngôi sao khác trong hệ thống thiếu một cái.